# آقای ۸۸۰
آقای ۸۸۰ (به انگلیسی: Mister 880) فیلمی در سبک کمدی به کارگردانی ادموند گولدینگ است که در سال ۱۹۵۰ منتشر شد.

## بازیگران
- برت لنکستر
- دوروتی مک‌گوایر
- ادموند گون
- میلارد میچل
- هیو ساندرز
- مینور واتسون
- فرد گراهام